# Liste der Naturschutzgebiete im Landkreis Garmisch-Partenkirchen
Im Landkreis Garmisch-Partenkirchen gibt es 16 Naturschutzgebiete. Zusammen nehmen sie im Landkreis eine Fläche von etwa 35.440 Hektar ein. Das größte Naturschutzgebiet ist das 1993 eingerichtete Naturschutzgebiet Ammergebirge.
| Name                                          | Bild | Kennung                   | Kreis                                                               | Einzelheiten | Position | Fläche Hektar | Datum |
| --------------------------------------------- | ---- | ------------------------- | ------------------------------------------------------------------- | --- | -------- | ------------- | ----- |
| Altenauer Moor                                |      | NSG-00097.01 WDPA: 81269  | Landkreis Garmisch-Partenkirchen                                    | | ⊙        | 57,79         | 1973  |
| Ammergebirge                                  |      | NSG-00274.01 WDPA: 4419   | Landkreis Garmisch-Partenkirchen, Landkreis Ostallgäu               | Schwangau Eine der repräsentativsten Hochlagen-Moorlandschaften der gesamten Alpen. LK Garmisch-Partenkirchen 18.496,84 ha, LK Ostallgäu 10.380,07 ha            | ⊙        | 28.876,91     | 1993  |
| Ammerschlucht an der Echelsbacher Brücke      |      | NSG-00077.01 WDPA: 318113 | Landkreis Garmisch-Partenkirchen, Landkreis Weilheim-Schongau       | LK Garmisch-Partenkirchen 11,85 ha, LK Weilheim-Schongau 20,56 ha                                                                                                | ⊙        | 32,41         | 1986  |
| Ammerschlucht im Bereich des Scheibum         |      | NSG-00066.01 WDPA: 318114 | Landkreis Garmisch-Partenkirchen, Landkreis Weilheim-Schongau       | LK Garmisch-Partenkirchen 20,32 ha, LK Weilheim-Schongau 22,35 ha                                                                                                | ⊙        | 42,67         | 1959  |
| Arnspitze                                     |      | NSG-00158.01 WDPA: 162241 | Landkreis Garmisch-Partenkirchen                                    | | ⊙        | 222,54        | 1986  |
| Buckelwiesen am Geißschädel                   |      | NSG-00324.01 WDPA: 162624 | Landkreis Garmisch-Partenkirchen                                    | | ⊙        | 27,48         | 1994  |
| Buckelwiesen am Plattele                      |      | NSG-00323.01 WDPA: 162625 | Landkreis Garmisch-Partenkirchen                                    | | ⊙        | 35,17         | 1987  |
| Ettaler Weidmoos                              |      | NSG-00166.01 WDPA: 81633  | Landkreis Garmisch-Partenkirchen                                    | | ⊙        | 155,45        | 2002  |
| Froschhauser See                              |      | NSG-00254.01 WDPA: 163161 | Landkreis Garmisch-Partenkirchen                                    | | ⊙        | 36,70         | 1983  |
| Karwendel und Karwendelvorgebirge             |      | NSG-00171.01 WDPA: 4418   | Landkreis Bad Tölz-Wolfratshausen, Landkreis Garmisch-Partenkirchen | Karwendel und Karwendelvorgebirge sind Teil des FFH-Gebietes „Karwendel mit Isar“ LK Bad Tölz-Wolfratshausen 10.648,49 ha, LK Garmisch-Partenkirchen 8.699,05 ha | ⊙        | 19.347,54     | 1983  |
| Kochelfilz bei Unterammergau                  |      | NSG-00312.01 WDPA: 164173 | Landkreis Garmisch-Partenkirchen                                    | | ⊙        | 89,82         | 1987  |
| Murnauer Moos                                 |      | NSG-00129.01 WDPA: 30118  | Landkreis Garmisch-Partenkirchen                                    | | ⊙        | 2.377,98      | 1980  |
| Pulvermoos                                    |      | NSG-00149.01 WDPA: 82347  | Landkreis Garmisch-Partenkirchen                                    | | ⊙        | 128,66        | 1982  |
| Riedboden                                     | BW   | NSG-00157.01 WDPA: 82410  | Landkreis Garmisch-Partenkirchen                                    | | ⊙        | 146,39        | 1982  |
| Schachen und Reintal                          |      | NSG-00092.01 WDPA: 20723  | Landkreis Garmisch-Partenkirchen                                    | Der Schachen und das Reintal im Wettersteingebirge. FFH-Gebiet                                                                                                   | ⊙        | 3.965,02      | 1970  |
| Westlicher Staffelsee mit angrenzenden Mooren |      | NSG-00557.01 WDPA: 319321 | Landkreis Garmisch-Partenkirchen                                    | | ⊙        | 973,42        | 1999  |
| Legende für Naturschutzgebiet                 |      |                           |                                                                     | |          |               |       |